# Cottische zijde-erebia
De Cottische zijde-erebia (Erebia aethiopella) is een vlinder uit de onderfamilie Satyrinae van de familie Nymphalidae, de vossen, parelmoervlinders en weerschijnvlinders.
De Cottische zijde-erebia komt voor in de Cottische Alpen en aangrenzende gebieden. De vlinder vliegt op hoogtes van 1800 tot 2400 meter boven zeeniveau. De soort leeft meestal op grasland en bij bosranden.
De soort vliegt in een jaarlijkse generatie van juli en augustus. De vlinder heeft een spanwijdte van 32 tot 40 millimeter. De rupsen overwinteren. De waardplant van de Cottische zijde-erebia is Festuca paniculata.